# TT A24
La tombe thébaine TT A24 est située à Dra Abou el-Naga, dans la nécropole thébaine, sur la rive ouest du Nil, face à Louxor en Égypte.
C'est la tombe de Simout, second prêtre d'Amon, au début de la XVIIIe dynastie.
Le tombeau était déjà connu au début du XIXe siècle et a été visité par plusieurs voyageurs, tels que Jean-François Champollion et John Gardner Wilkinson. Ce dernier a notamment réalisé plusieurs copies du décor peint. Il semble avoir vu la tombe dans un assez bon état de conservation alors qu'elle était déjà plus détruite lorsque Jean-François Champollion est venu plus tard. Il a copié quelques inscriptions.

## Description
Plusieurs scènes peuvent être reconstituées à partir des premiers témoignages. Une première scène montre la famille de Simout recevant des offrandes, très probablement en relation avec la fête de la vallée. La deuxième scène montre la famille de Simout chassant dans les marais. Cette scène a été dessinée par John Gardner Wilkinson, qui l'a ensuite publiée. Une troisième scène a dû montrer une vendange mais Wilkinson n'en a copié qu'un petit détail. Une autre scène semble avoir montré Simout devant des scribes, des hommes pesant et des Nubiens apportant un tribut. La scène se rapporte très probablement au bureau de Simout, qui s'occupait aussi très probablement des revues du temple d'Amon à Karnak.